# ابراهیم السویدی
ابراهیم السویدی با نام کامل «عز الدین إبراهیم بن مُحمد بن طرخان السُوَیْدی الشافعی الأنصاری» (عربی: إبراهيم السويدي; زاده: ۱۲۰۴ – درگذشته: ۱۲۹۲) در دمشق به دنیا آمد و در دمشق درگذشت و در «السفح» در دمشق بخاک سپرده شد. وی در زمینه طب نیز شهرت داشت و کتابی در این رابطه منتشر کرده‌است.
«ابن کثیر» در کتاب شروع و پایان دربارهٔ او می‌نویسد: ابراهیم السویدی دین را نفی می‌کند و به ترک نماز و لغو عقیده فرا می‌خواند و خیلی از چیزهایی که به آخرت برمی‌گردد را نفی می‌کند.

## آثار
- «الباهر فی الجواهر»
- «یادآوریها و ذخایر کافی در طب»[۳]